# Gwen Wakeling
Gwen Wakeling, nata Gwen Sewell (Detroit, 3 marzo 1901 – Los Angeles, 16 giugno 1982), è stata una costumista statunitense.

## Filmografia
- Il re dei re (The King of Kings), regia di Cecil B. DeMille (1927) - non accreditata
- A Harp in Hock, regia di Renaud Hoffman (1927)
- The Girl in the Pullman, regia di Erle C. Kenton (1927)
- Alibi, regia di Roland West (1929)
- Paris Bound, regia di Edward H. Griffith (1929)
- Red Hot Rhythm, regia di Leo McCarey (1929)
- Rich People, regia di Edward H. Griffith (1929)
- This Thing Called Love, regia di Paul L. Stein (1929)
- The Grand Parade, regia di Fred C. Newmeyer (1930)
- Officer O'Brien, regia di Tay Garnett (1930)
- Il trapezio della morte (Swing High), regia di Joseph Santley (1930)
- La stella della Taverna Nera (Her Man), regia di Tay Garnett (1930)
- Il benemerito spiantato (Night Work), regia di Russell Mack (1930)
- L'ultimo poker (Big Money), regia di Russell Mack (1930)
- La reginetta dei monelli (Dimples), regia di William A. Seiter (1936)
- Difendo il mio amore (Private Number), regia di Roy Del Ruth (1936)
- Sally, Irene and Mary, regia di William A. Seiter (1938)
- La grande strada bianca (Alexander's Ragtime Band), regia di Henry King (1938)
- Il prigioniero (Johnny Apollo), regia di Henry Hathaway (1940)
- Tre settimane d'amore (Weekend in Havana), regia di Walter Lang (1941)
- La palude della morte (Swanp Water), regia di Jean Renoir (1941)